# Arzneibuch
Ein Arzneibuch (frühmittelhochdeutsch arzenîbuoch, mittelhochdeutsch arzetbuoch; Lehnübersetzung von mittellateinisch liber medicinalis [„Medizinbuch“]: Bezeichnet wurden mit dieser Form der Gebrauchsliteratur praxisbezogene „heilkundliche Kompendien umfassender Indikation, zusammengesetzt aus Rezepten bzw. Kurztraktaten“), auch als Pharmakopöe (wie lateinisch gleichbedeutend Pharmacopoea aus griechisch pharmakopoieĩn ‚Arzneien zubereiten‘), im 16. Jahrhundert auch Dispensatorium, bezeichnet, ist eine Sammlung anerkannter oder ehemals anerkannter pharmazeutischer Regeln über die Qualität, Prüfung, Lagerung und Bezeichnung von Arzneimitteln und die bei ihrer Herstellung und Prüfung verwendeten Stoffe, Materialien und Methoden.
Pharmaziegeschichtlich unterscheidet man:
- Amtliche Arzneibücher bzw. moderne Pharmakopöen als für den Apothekenbetrieb und die industrielle Arzneimittelfertigung geltende Standardwerke bzw. Vorschriftenbücher. Sie beruhen auf einem gesetzgeberischen Akt und sind verbindlich gültig.

- Rezeptarien (auch Rezeptbücher): Die beschriebenen Regeln beruhen auf Übereinkunft zwischen Heilberufsgruppen.[7] Dazu gehören auch Arzneibücher zu Tierarzneimitteln (Tierarzneibücher). Als von anerkannten Methoden auch unabhängig bestehend können davon sogenannte Volksarzneibücher[8] unterschieden werden. Zudem kann bei den meist für den praktischen Gebrauch bestimmten Schriften[9] unterschieden werden zwischen Vollrezept-Sammlungen (Antidotarien) und Kurzrezept-Sammlungen (Rezeptarien).[10]

Diese Unterscheidung ist unabhängig vom tatsächlichen Titel eines Arzneibuches.
Laienmedizinische „Arzneibüchern“ (mit Hausarzneien) finden sich etwa in der Hausväterliteratur (als Hausarzneibuch).

## Geschichte

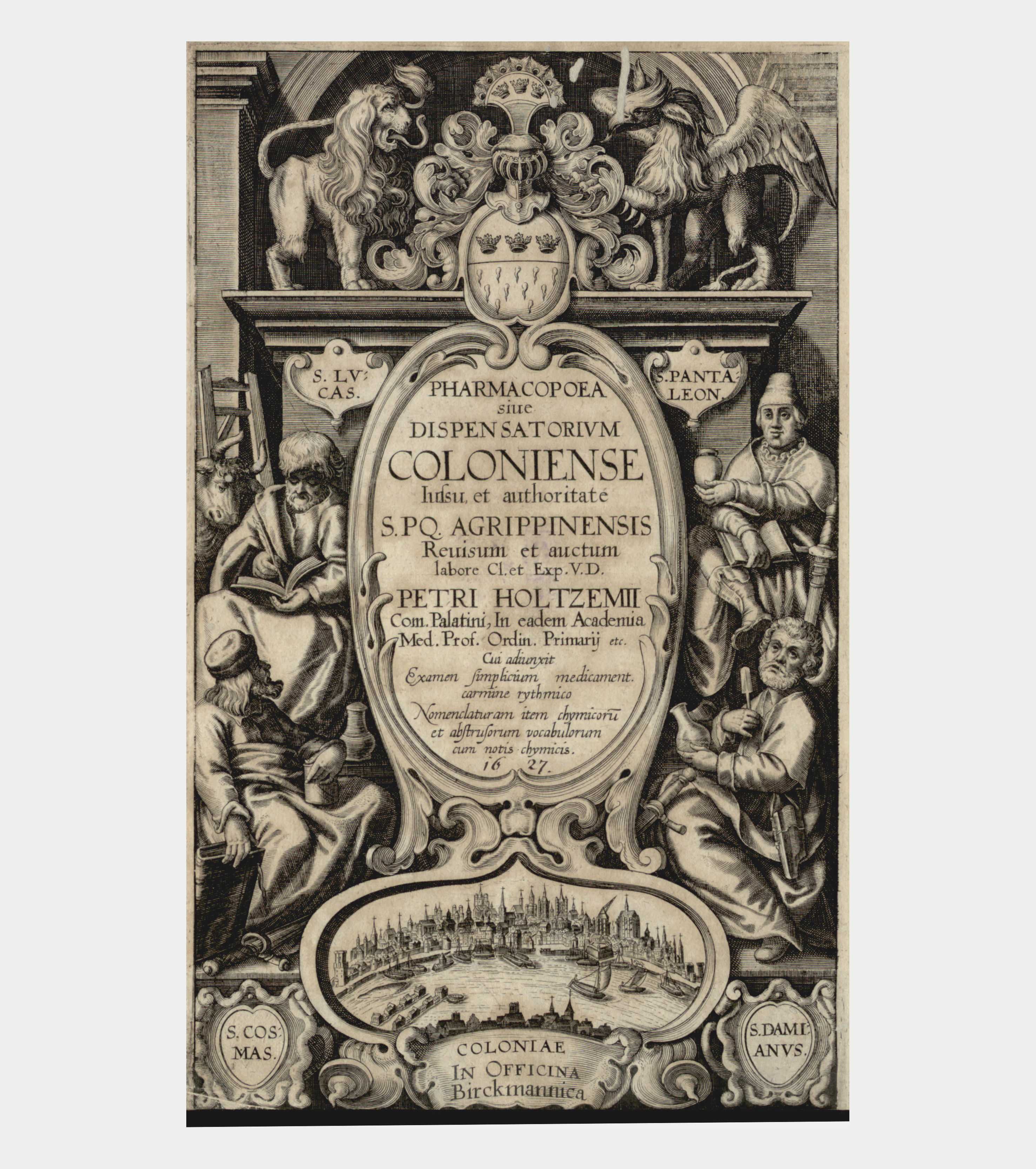
Pharmacopoea Coloniense, 1627

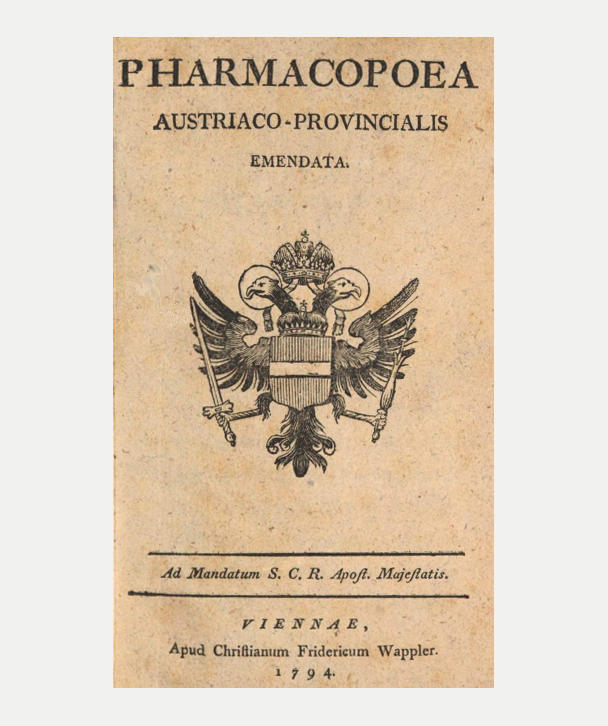
Pharmacopoea Austriaco-Provincialis, 1794

Bereits im antiken Ägypten waren Schriften bekannt, die sich mit Pflanzenheilkunde beschäftigten. Der Papyrus Edwin Smith ist dabei eines der ältesten Dokumente zu medizinischen Heilverfahren und der Papyrus Ebers beschreibt etwa 800 Rezepturen. De Materia Medica ist eine weitere Sammlung von Texten über Heilpflanzen, die etwa 50 n. Chr. von Pedanios Dioskurides verfasst worden ist. In die Reihe der Arzneibuchliteratur gehören auch die Schriften des Galenos, der den Begriff Antidot (von lateinisch antidotarium) prägte, welcher der Fachprosagattung Antidotarium ihren Namen gab. Der persische Arzt Avicenna wiederum verfasste im 11. Jahrhundert nach Christus den Kanon der Medizin, der sich auch mit der Arzneimittelkunde befasst, wobei dieses Werk bis Mitte des 19. Jahrhunderts als Standardwerk galt.
Der Begriff Arzneibuch (als arzenîboch, auch arzinbuoch und arzetbuoch genannt) ist seit dem 11. Jahrhundert belegt und leitet sich von mittelhochdeutsch arzenî („Heilkunde“, lateinisch medicina) ab; erst in der modernen Fachsprache (etwa ab dem 17. Jahrhundert) wurde der Terminus „Arzneibuch“ synonym mit „Pharmakopöe“ (amtliches Handbuch für Apotheker). Spätestens zu Beginn des 12. Jahrhunderts entstand das im alemannischen Raum verfasste deutschsprachige (hochalemannische), den Namen Hippokrates werbewirksam nutzende Arzenîbuoch Ipocratis, ein anatomisch geordnetes Rezeptar, das über 59 medizinische Anweisungen aus frühmittelalterlichen Quellen (zum Beispiel Plinius, Pseudo-Apuleius, Marcellus Empiricus, Cassius Felix, Gargilius Martialis und Pseudo-Demokrit) enthält. Im Gegensatz zu den „Antidotarien“ mit Vollrezepten fungiert in der vorsalernitanischen Periode das namenlose Kurzrezept als Strukturelement der sogenannten „Rezeptarien“, wie sie später in landessprachige Volksarzneibücher Eingang fanden. Beide Rezepttypen finden sich innerhalb von fünf Rezeptbüchern noch im Lorscher Arzneibuch des 8. Jahrhunderts. Ebenfalls weite Verbreitung hatten das im 11. Jahrhundert aus frühmittelalterlicher Rezeptliteratur entstandene und noch vor 1200 im bairischen Raum übersetzte oberdeutsche (alemannische, im 14. Jahrhundert auch schlesische) Benediktbeurer Rezeptar, ein seit Ende des 13. Jahrhunderts anhand von vorwiegend süddeutschen Textzeugen nachweisbares Arzneibuch sowie der als Prototyp der Gattung Arzneibuch geltende sogenannte „Bartholomäus“ aus dem ostmitteldeutschen Raum gefunden. Ende des 13. Jahrhunderts verfasste Ortolf von Baierland sein Arzneibuch, das den diagnostischen und therapeutischen Wissensstand der damaligen Zeit in deutscher Sprache aufzeigt und weit über das Mittelalter und seinen Entstehungsort Würzburg verbreitet war.
Auch weniger verbreitete medizinische Publikationen bezeichneten sich in der Frühneuzeit als „Arzneibuch“ (frühmittelhochdeutsch arzenîbuoch; niederdeutsch um 1487 Arsedige-bûk) oder – bei thematischer Beschränkung – als „Arzneibüchlein“. Im Jahr 1577 erschien in Frankfurt am Main Ein neuwes Artzney Buch von Tabernaemontanus.
Gelegentlich findet sich auch die Bezeichnung Medizinbuch.
Im 16. Jahrhundert entstanden amtliche oder halbamtliche Arzneibücher mit Gesetzescharakter, deren Vorläufer das in Florenz 1498 verfasste Ricettario fiorentino war und die heute als Pharmakopöen bezeichnet werden.
Im Jahr 1546 verfasste der Arzt Valerius Cordus eine Sammlung von Rezepturen von Arzneimitteln, die als älteste (amtliche) deutsche Pharmakopöe bezeichnet wurde und – ähnlich dem ab 1506 belegbaren Luminare majus des italienischen (lombardischen) Apothekers Johannes Jacobus Manlius de Bosco als Vorläufer späterer Pharmakopöen – als Vorläufer des deutschen Arzneibuchs gilt. Die Pharmakopeia Augustana ist dabei die zweite Ausgabe des Werkes von Cordus. Dabei wird auch erstmals der Begriff Pharmakopeia (griech. Heilmittel, Gifte machen) verwendet. Im Jahr 1570 gab ein „Collegium“ von Wiener Ärzten ein Dispensatorium pro pharmacopeis, das älteste amtliche Wiener Arzneibuch bzw. eines der ältesten deutschen amtlichen Arzneibücher, heraus, welches von dem Medizinstudenten Johannes Rucardus (Ruckhard) aus Torgau handschriftliche niedergeschrieben worden war.
Im 18. Jahrhundert wurden an verschiedenen Orten Versuche unternommen, verbindliche Arzneibücher bzw. Pharmakopöen zu schaffen.  Das erste deutsche Arzneibuch DAB1 entstand 1872 (Pharmacopoea Germanica, ab 1890 Deutsches Arzneibuch). Dabei tritt zum ersten Mal die Arzneibuch-Kommission zusammen.
In Österreich war ab 1812 die Pharmacopoea Austriaca gültig, die 1940 durch das Deutsche Arzneibuch abgelöst wurde. Seit 1960 gilt das Österreichische Arzneibuch.
Die Bemühungen von Apothekerinnen und Apothekern aus verschiedenen Ländern, die Pharmakopöen zu harmonisieren, erstreckten sich über Jahrzehnte und gelten allgemein als im Jahr 1864 in Straßburg begonnen und mit dem Brüsseler Vertrag von 1925 ihren Höhepunkt erreicht habend. Im Jahr 1951 gab die WHO eine Pharmacopoea Internationalis heraus.

## Europäisches Arzneibuch

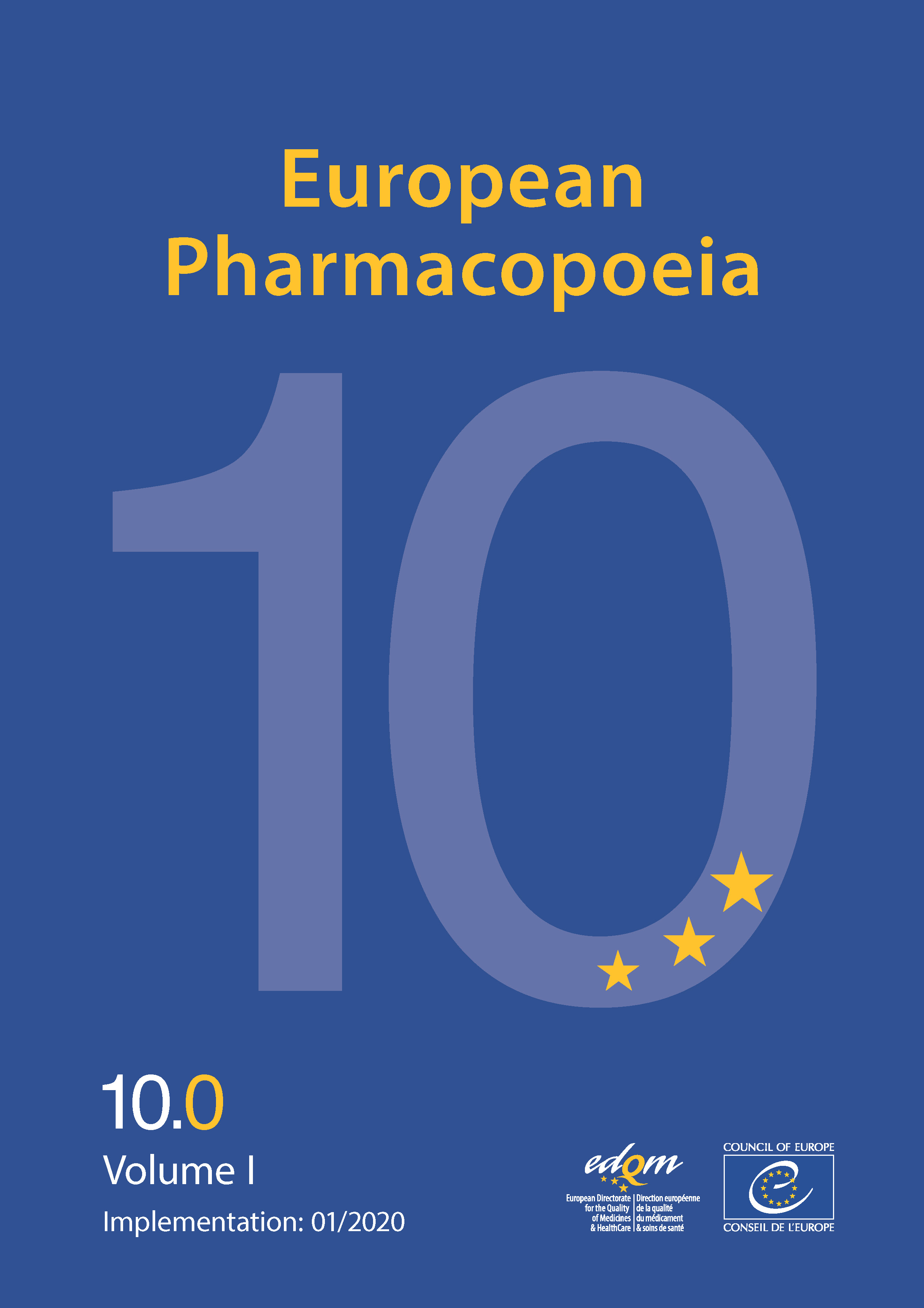
Europäisches Arzneibuch, 10. Ausgabe, Grundwerk 2020, Band 1

Die Grundlage für das Europäische Arzneibuch (Pharmacopoea Europaea, Ph. Eur., in der Schweiz als Europäische Pharmakopöe bezeichnet) wurde 1965 gelegt. Die Ausarbeitung des Europäischen Arzneibuchs liegt in der Verantwortung der Europäischen Arzneibuch-Kommission. Diese besteht aus nationalen Delegationen mit maximal drei Mitgliedern pro Land. Der Sitz der Europäischen Arzneibuch-Kommission (European Directorate for the Quality of Medicines, EDQM) ist der Europarat in Straßburg.
Das Europäische Arzneibuch erscheint in englischer und französischer Sprache und wird von den zuständigen Behörden Deutschlands, Österreichs und der Schweiz in die deutsche Sprache übersetzt. Aktuell ist Ausgabenversion 11.
Die deutschsprachige amtliche Ausgabe besteht aus vier Teilen:
- Europäisches Arzneibuch – Allgemeiner Teil, Monographiegruppen (Ph. Eur., Band 1)
- Europäisches Arzneibuch – Monographien A–J (Ph. Eur., Band 2)
- Europäisches Arzneibuch – Monographien K–Z (Ph. Eur., Band 3)
- Europäisches Arzneibuch – Nachträge

Allgemeiner Teil und Monographien bilden das Grundwerk.

## Arzneibuch der Vereinigten Staaten von Amerika

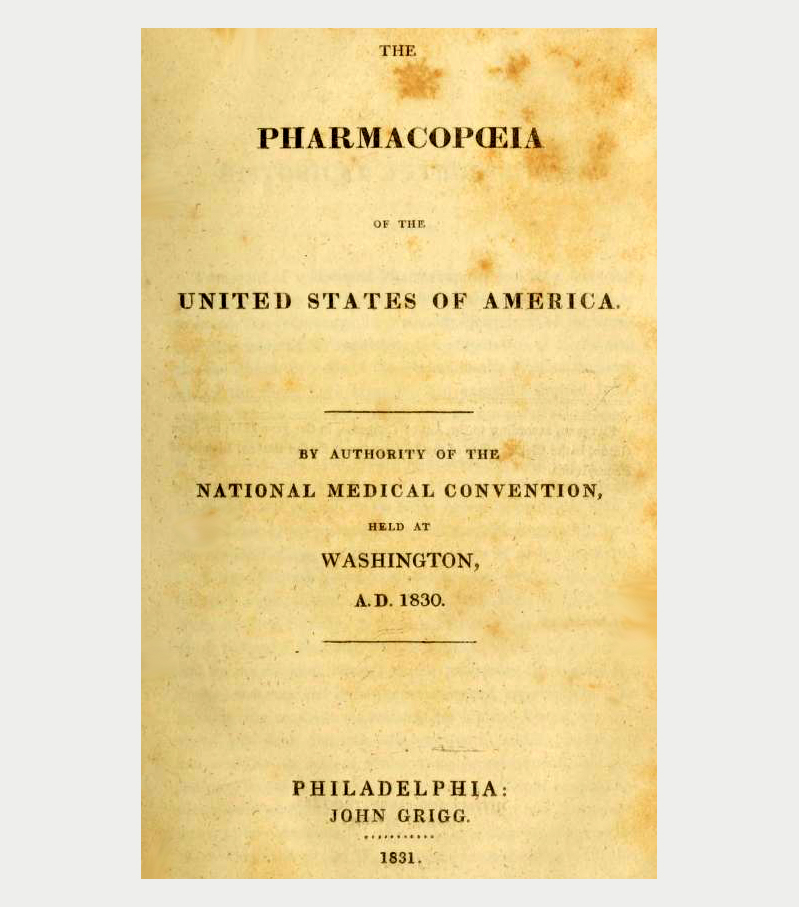
The Pharmacopœia of the United States of America, 1831

Die United States Pharmacopeia ist das offizielle Arzneibuch der Vereinigten Staaten von Amerika. Die United States Pharmacopeial Convention ist eine Non-Profit Organisation, welche die Rechte an der Marke sowie das Urheberrecht an diesem Arzneibuch besitzt. USP-NF ist eine Kombination aus Arzneibuch und dem National Formulary (NF) und wird jährlich mit jeweils zwei Supplementen herausgegeben.
Das Arzneibuch besteht aus einzelnen Monographien (Zusammenstellung von Tests zu Wirkstoffen oder Darreichungsformen sowie von Spezifikationen), allgemeinen Kapiteln zu Tests, die in mehreren Monographien referenziert werden sowie aus einem allgemeinen Teil, der Terminologien und Begriffe aus den Monographien beschreibt und Hilfestellungen in der korrekten Interpretation der Monographien beinhaltet. Die Druckausgabe der USP Pharmacopeia hatte vier Bände:
- Band 1: Vorwort, allgemeine Beschreibungen und Definitionen, allgemeine Kapitel zu Tests
- Band 2: Monographien von A–I
- Band 3: Monographien von J–Z
- Band 4: Monographien zu Nahrungsergänzungsmitteln, Hilfsstoffen und NF Monographien

Experten aus Industrie, Wissenschaft sowie Behördenvertreter arbeiten gemeinsam an der Aktualisierung des Arzneibuchs.
2020 wurde die USP-NF auf drei ausschließlich online veröffentlichte Revisionen pro Jahr umgestellt. Die Ausgabe USP 43-NF 38 war die letzte gedruckte Ausgabe. Eine Referenzierung mittels Seitenzahlen entfällt seitdem. Im Einklang mit dem Übergang zu einer reinen Online-Publikation erhält jedes Dokument innerhalb der neuen Online-Publikation einen eigenen offiziellen Datumsbezug, der mit einem eindeutigen und dauerhaften Dokumentenidentifikator (Unique DocID) verknüpft ist. Die DocID ändert sich nur, wenn es eine Überarbeitung des Dokuments gibt, nicht jedoch mit jeder Veröffentlichung. Einhergehend mit dem Wechsel zu einem dokumentenorientierten Veröffentlichungsmodell änderte sich auch der Titel des Werks. Seit November 2020 erscheint die Jahreszahl im Titel, also etwa USP–NF 2021 (Issue 1, 2 und 3) anstatt USP 44-NF 39 (plus 1. und 2. Supplement).

## Arzneibuch in Deutschland
Die gesetzliche Grundlage für das Arzneibuch in Deutschland bildet § 55 des deutschen Arzneimittelgesetzes.
Es besteht aus drei Arzneibüchern:
- Europäisches Arzneibuch (11. Ausgabe, mit Ergänzungsbänden)
- Deutsches Arzneibuch (DAB 2023)
- Homöopathisches Arzneibuch (HAB 2023)

Das Erscheinen der jeweils amtlichen Fassung wird im Bundesanzeiger veröffentlicht. Zu den Arzneibüchern sind zahlreiche nichtamtliche Kommentare erschienen.

### Deutsches Arzneibuch
Das Deutsche Arzneibuch (DAB), über das Arzneibuch für das Deutsche Reich hervorgegangen aus der Pharmacopoea Germanica (siehe unten), enthält Regelungen, welche die des Europäischen Arzneibuches ergänzen. So werden beispielsweise Analyseverfahren oder Drogen, die nicht in allen Staaten der Europäischen Arzneibuchkommission geläufig sind, geregelt. Das Europäische Arzneibuch trifft Festlegungen zu Bereichen, die allgemein in Europa verbreitet sind oder einer einheitlichen Regelung bedürfen.
Die Arzneibücher bestehen in der Regel aus einem Allgemeinen Teil, in welchem allgemeine Bestimmungen und Verfahren aus den verschiedenen Bereichen der Pharmazie festgelegt sind, und aus Monographien, welche Definitionen, Prüfverfahren auf Identität und Reinheit und Lagerungsvorschriften für Drogen und Chemikalien enthalten.
Die Regeln des Arzneibuches werden von Kommissionen festgelegt und vom Bundesinstitut für Arzneimittel und Medizinprodukte bekannt gemacht. Die Geschäftsstelle der Arzneibuch-Kommissionen hat ihren Sitz beim Bundesinstitut für Arzneimittel und Medizinprodukte.
Nicht Teil des Arzneibuches und auch kein amtliches Werk ist der Deutsche Arzneimittel-Codex (DAC 99), welcher Herstellungsvorschriften enthält. Es handelt sich um Standardverfahren für die Defektur und Rezeptur.
Erscheinungsverlauf

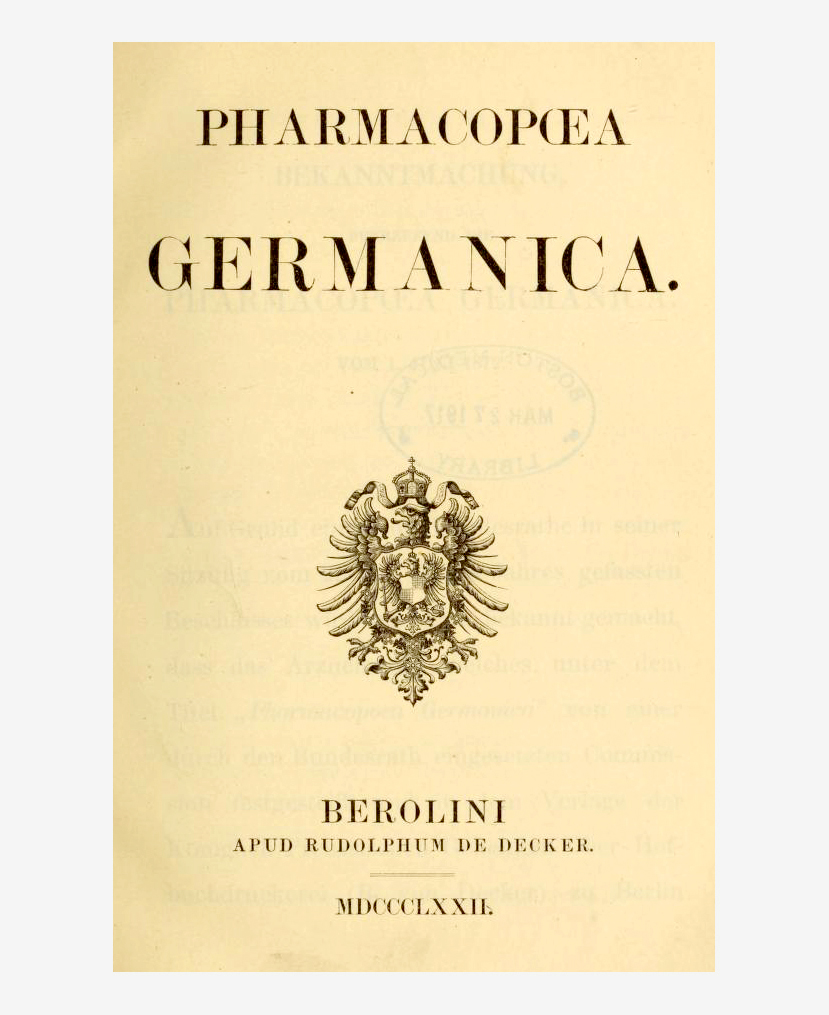
Pharmacopœa Germanica, 1872

Das Deutsche Arzneibuch ist in mehr als zehn Ausgaben erschienen. Die Ausgabe von 1872 war das erste, reichseinheitliche deutsche Arzneibuch (Pharmacopoea Germanica) nach der Gründung des Deutschen Reiches 1871. Sowohl die erste Ausgabe, als auch deren Vorläuferin, die Pharmacopoea Germaniae von 1865, waren noch in lateinischer Sprache verfasst. Spätere Ausgaben bis zum DAB 6 wurden Arzneibuch für das Deutsche Reich genannt.
- Pharmacopoea Germanica, editio I, 1872 (Pharm. Germ. edit. I = DAB 1)
- Pharmacopoea Germanica, editio altera, 1883 (Pharm. Germ. edit. II = DAB 2)
- Pharmacopoea Germanica, editio III, 1890 (Pharm. Germ. edit. III = DAB 3)
- Deutsches Arzneibuch 4 (DAB 4), 1900
- Deutsches Arzneibuch 5 (DAB 5), 1910
- Deutsches Arzneibuch 6 (DAB 6), 1926[56]; Erster und zweiter Nachtrag zum Deutschen Arzneibuch 1931 & 1934[57]; Neudruck Berlin 1937, mit Ergänzungsbuch 1948 (EB 6)[54]
- Deutsches Arzneibuch 7 (DAB 7), 1964 (DDR), 1968 (BRD)
- Deutsches Arzneibuch 8 (DAB 8), 1978
- Deutsches Arzneibuch 9 (DAB 9), 1986
- Deutsches Arzneibuch 10 (DAB 10), 1991

In der DDR erschien das Deutsche Arzneibuch 7 als eigenständige Auflage. Danach wurden 1978, 1983, 1985 und 1987 Arzneibücher unter dem Namen Arzneibuch der Deutschen Demokratischen Republik (AB-DDR mit Angabe der Jahreszahl oder auch 2. AB-DDR mit Jahreszahl) herausgegeben.
Neben den Hauptausgaben sind noch einige amtliche Ergänzungsbücher (Erg.-B.) erschienen; diese enthalten „Arzneimittel, die im Deutschen Arzneibuch nicht enthalten sind“:
- Ergänzungsbuch 3 zum DAB, Erg.-B. 3, 1894
- Ergänzungsbuch 4 zum DAB, Erg.-B. 4, 1916[58]
- Ergänzungsbuch 5 zum DAB, Erg.-B. 5, 1930[59]
- Ergänzungsbuch 6 zum DAB, Erg.-B. 6, 1941[60] (Berlin), hrsg. von der Deutschen Apothekerschaft

Im Zuge der Weiterentwicklung der Europäischen Gemeinschaft nimmt die Bedeutung des DAB im Verhältnis zum Europäischen Arzneibuch stetig ab. Neuere Ausgaben des DAB mit Aktualisierungen in kurzen Jahresabständen werden nun nach dem Ausgabenjahr bezeichnet, zum Beispiel:
- Deutsches Arzneibuch 2004 (DAB 2004)
- Deutsches Arzneibuch 2006 (DAB 2006)
- Deutsches Arzneibuch 2020 (DAB 2020)

### Homöopathisches Arzneibuch
Das Homöopathische Arzneibuch (HAB) ist ähnlich aufgebaut wie andere Arzneibücher und umfasst einen allgemeinen Teil und einen Teil mit Monographien. Die Monographien der Ausgangsstoffe enthalten zusätzlich zu deren üblichen Qualitätsstandards auch Angaben zur Potenzierung bis zu jener Potenz, ab der mit dreiundvierzigprozentigem Ethanol weiterpotenziert wird. Das Kapitel Verfahrenstechniken im allgemeinen Teil enthält unter anderem die Beschreibung von Herstellungsverfahren der Homöopathie, zum Teil nach Hahnemann, der Anthroposophie, der Organtherapie (oder Organotherapie) und der Spagyrik, die auf historischen Zubereitungsverfahren oder Konventionsmethoden basieren.
Die wichtigsten Herstellvorschriften des deutschen und des französischen homöopathischen Arzneibuches haben Eingang in das Europäische Arzneibuch gefunden. Das HAB ist ein Teil des Arzneibuchs nach § 55 des deutschen Arzneimittelgesetzes. Es enthält nur Regeln, die im Europäischen Arzneibuch (Pharmacopoea Europaea) nicht enthalten sind. Die amtliche Ausgabe des HAB ist als Loseblattsammlung verfügbar.

## Schweiz
Die gültige Pharmakopöe in der Schweiz ist die 11. Ausgabe der Europäischen Pharmakopöe (Ph. Eur. 11) mit ihren Nachträgen sowie die 12. Ausgabe der Schweizerischen Pharmakopöe (Ph. Helv. 12; Pharmacopoea Helvetica 12).

## Österreich
In Österreich gilt neben der Ph. Eur. auch das Österreichische Arzneibuch (ÖAB – Pharmacopoeia Austriaca) sowie das deutsche HAB (homöopathische Arzneibuch).